# Yello
| Dieter Meier |  | Boris Blank |
| Dieter Meier |  | Boris Blank |

Yello är en schweizisk synthgrupp bildad 1979 i Zürich bestående av kompositören Boris Blank och textförfattaren/sångaren Dieter Meier. Carlos Perón lämnade gruppen 1983.
Yello har haft en del singlar högt upp på listorna (såsom Vicious Games, Oh Yeah och The Race) och deras kommersiella storhetstid var främst mellan 1985 och 1995. De kännetecknas dels av att de sällan väljer enkla melodier, dels av deras udda texter, om sådana saker som galna flipperspelare (Pinball cha cha), eller personer som gillar patologiska lögnare (Of course I'm lying). Deras låt "Oh Yeah" blev en framgång sedan den använts till filmen Fira med Ferris 1986 och ett år senare i limo-scenen i filmen Nyckeln till framgång med Michael J Fox.
Gruppens musik är mångfacetterad, men vissa element återkommer, till exempel texter på nonsensspråk, texter på många olika språk, och Dieter Meiers djupa basröst (som har modifierats elektroniskt av Boris).
Bland gästvokalisterna på Yellos skivor återfinns bland andra Shirley Bassey (Rhythm Divine, 1987) och Stina Nordenstam (To the Sea, 1997).
28 augusti 2020 släpptes gruppens senaste album – Point.
5 november 2010 släpptes en CD och DVD med titeln "The Singles Collection (1980–2010)" med 20 singlar och 23 videor, samt en 3CD+DVD box "Yello by Yello - The Anthology" med samma innehåll samt ytterligare två CD
med Yellos egna favoriter under deras 30-åriga karriär inklusive två nya låtar "Dialectical Kid" och "Tears Run Dry".

## Diskografi

### Album
- Solid Pleasure (1980)
- Claro Que Sí (1981)
- You Gotta Say Yes to Another Excess (1983)
- Stella (1985)
- 1980–1985: The New Mix in One Go (samling/remix, 1986)
- One Second (1987)
- Flag (1988)
- Baby (1991)
- Essential Yello (samling, 1992)
- Zebra (1994)
- Hands On Yello (remix-CD 1995)
- Pocket Universe (1997)
- Eccentrix Remixes (remix-CD, 1999)
- Motion Picture (1999)
- The Eye (2003)
- Touch Yello (2009)
- Toy (2016)
- Point (2020)

### Singlar
- I.T. Splash - Glue Head (12") (1979)
- Bimbo (7") (1980)
- Bostich (1981)
- Pinball Cha Cha (1982)
- I Love You (1983)
- Lost Again (1983)
- Vicious Games (1985)
- Desire (1985)
- Goldrush (1986)
- Call It Love (1987)
- The Rhythm Divine (1987) (med Shirley Bassey)
- Oh Yeah (1987)
- The Race (1988)
- Tied Up (1988)
- Of Course I'm Lying (1989)
- Blazing Saddles (1989)
- Rubberbandman (1991)
- Who's Gone? (1991)
- Drive Driven (1991)
- Jungle Bill (1992)
- Do It (1994)
- How How (1994)
- Tremendous Pain (Suite 904) (1995)
- Jingle Bells (från julfilmen THE SANTA CLAUSE, 1995)
- On Track (1997)
- To the Sea (1997) (med Stina Nordenstam)
- Squeeze Please (1999)
- Planet Dada (2003)
- Limbo (2016)
- Waba Duba (2020)
- Out of sight (2020)
- Spinning my mind (2020)